# Theodor von Fircks
Theodor von Fircks (pseudonymen "Schedo Ferroti"), född 7 april 1812 nära Libau, död 22 oktober 1872 i Dresden, var en rysk (balttysk) baron och politisk skriftställare.
Efter längre verksamhet i rysk statstjänst (i väg- och vattenbyggnadsdepartementet) ägnade han sig åt publicistiskt författarskap, särskilt såsom medarbetare i "Augsburger Allgemeine Zeitung" och i "Nord" i Bryssel. Han skildrade ryska samhällsförhållanden ur moderat-konservativ synpunkt, polemiserade med Michail Katkov i den polska frågan och med Aleksandr Herzen. Hans viktigaste arbeten är La libération des paysans (fjärde upplagan 1857-61), Principes du gouvernement et leur conséquences (1857), Malversations et remédes (1859), La noblesse (1859), Le militaire (1860) och Les serfs non encore libérés (1861), samlade under gemensam titel Études sur l'avenir de la Russie, vidare Que fera-t-on de la Pologne? (1864), Le nihilisme en Russie (1867) och Le patrimoine du peuple (1868).